# Feuerwehr-Ehrenzeichen (Brandenburg)

Grafische Darstellung des Feuerwehr-Ehrenzeichens von Brandenburg in all seinen Stufen

Das Feuerwehr-Ehrenzeichen (Brandenburg) ist eine staatliche Auszeichnung des Bundeslandes Brandenburg, die am 15. Februar 1994 durch den Landtag Brandenburg unter seinem damaligen Ministerpräsidenten Manfred Stolpe gestiftet wurde. Die Auszeichnung dient dabei der Würdigung von Verdiensten auf dem Gebiet des Brandschutzwesens.

## Stufeneinteilung
Das Feuerwehr-Ehrenzeichen wurde in drei Stufen gestiftet, die da sind:
- I. Stufe in Silber am Bande
- II. Stufe in Gold am Bande und als
- III. Stufe in Gold: als Sonderstufe.[2]

## Verleihungsvoraussetzungen
Grundsätzlich kann das Feuerwehr-Ehrenzeichen an alle Angehörigen der Freiwilligen Feuerwehren, der Berufsfeuerwehren, der Betriebs- und Werkfeuerwehren sowie an Personen außerhalb des Feuerwehrdienstes verliehen werden.

### Feuerwehr-Ehrenzeichen in Silber
Das Ehrenzeichen in Silber wird an Feuerwehrangehörige verliehen, die ausgezeichnete Leistungen auf dem Gebiet des Feuerwehrwesens erbracht haben. Die Leistungen müssen dabei über eine lange Zeit, mindestens über zehn Jahre erbracht worden sein, die weit über den Rahmen der normalen Pflichterfüllung hinausgeht.

### Feuerwehr-Ehrenzeichen in Gold
Das Ehrenzeichen in Gold wird an Feuerwehrangehörige verliehen, für besonders mutiges und entschlossenes Verhalten im Feuerwehreinsatz. Dieser Fall liegt insbesondere dann vor, wenn ein Feuerwehrangehöriger eine in Not geratene Person unter schwierigen Bedingungen und unter Einsatz seines Lebens gerettet oder größeren Schaden von ihr abgewendet hat.

### Sonderstufe in Gold
Das Ehrenzeichen in seiner Sonderstufe wird an Feuerwehrangehörige und andere Personen verliehen, die sich in hervorragender Weise um das Feuerwehrwesen verdient gemacht haben und einen entscheidenden Anteil an der Entwicklung und Festigung des Brandschutzes haben.

#### Verleihung an Feuerwehrangehörige
Das Ehrenzeichen in seiner Sonderstufe kann Feuerwehrangehörigen verliehen werden, die zusätzlich zu den Leistungen für das Ehrenzeichen in Silber über einen weiteren längeren Zeitraum (mindestens 15 Jahre) hinweg ununterbrochen hervorragende Leistungen in den Feuerwehren erbracht haben, die weit über den Rahmen der normalen Pflichterfüllung hinausgehen.

#### Verleihung an andere Personen
Personen, die keine Feuerwehrangehörige sind, können mit dieser Sonderstufe geehrt werden, wenn sie sich durch ihr persönliches Engagement in hervorragender Weise über ihre normale Tätigkeit hinaus um das Feuerwehrwesen verdient gemacht haben.
Gemein für alle Verleihungen, egal in welcher Stufe, ist, dass ein strenger Maßstab anzulegen ist, damit der Stellenwert und die Bedeutung der Auszeichnung erhalten bleibt. Langjährige Zugehörigkeit und hohe Einsatzbereitschaft reichen nicht aus.

## Vorschlags- und Antragsverfahren
Die Vorschläge, die zur Verleihung des Ehrenzeichens führen sollen, sind über die Landkreise und kreisfreien Städte einzureichen. Die Stufen in Silber (am Bande) sowie die Sonderstufe sind mit dem zuständigen Kreisbrandmeister und dem Kreis- bzw. Stadtfeuerwehrverband abzustimmen und ausführlich zu begründen. Dem Minister des Innern obliegt jedoch die letztendliche und abschließende Verleihung / Nichtverleihung. Die Vorschläge für die Stufe in Gold (am Bande) sind anlassbezogen zwei Wochen nach erfolgtem Einsatz dem Minister des Innern vorzulegen. Die dazugehörige Begründung sind nach weiteren vier Wochen ebenfalls dem Minister vorzulegen. Diese sind jedoch auch vorher mit dem Kreisbrandmeister und dem Kreis- bzw. Stadtfeuerwehrverband abzustimmen. Im Übrigen behält sich der Minister des Innern die Verleihung in bestimmten Einzelfällen an verdienstvolle Feuerwehrangehörige oder Bürger vor.
Bei Verleihungen an Feuerwehrangehörige und Personen, die keine Bürger des Landes Brandenburg sind, ist vorher der Landesfeuerwehrverband anzugehören. Der Antrag der zur Verleihung des Feuerwehr-Ehrenzeichens führen soll, muss zudem folgende Angaben enthalten:
- a) Angabe, welche Stufe des Ehrenzeichens verliehen wird,
- b) Vorschlagender (gemeint ist hier das Amt, Gemeinde, Stadt, Landkreis oder andere vorschlagsberechtigten Stellen),
- c) Bezeichnung der Berufs- oder Freiwilligen Feuerwehr,
- d) Name,
- e) Vorname,
- f) Geburtsdatum,
- g) Dienstgrad,
- h) Dienststellung,
- i) Eintritt in die Feuerwehr,
- j) Vermerk über Zustimmung des Kreis-/Stadtfeuerwehrverbandes,
- k) Vermerk über Zustimmung des Kreisbrandmeisters,
- l) Datum der vorgesehenen Verleihung
- m) Begründung (falls erforderlich)

## Verleihungsbefugnis und Aushändigung

### Verleihungsbefugnis
Die Verleihung des Feuerwehr-Ehrenzeichens obliegt dem Minister des Innern. Er kann die Aushändigung entweder selbst vollziehen oder eine von ihm vertretenen Person wählen (z. B. Oberbürgermeister oder Landrat).

### Aushändigung
Mit Aushändigung des Ehrenzeichens erhält der Beliehene eine vom Minister des Innern unterzeichnete Urkunde. Das Ehrenzeichen selber geht dabei in das Eigentum des Ausgezeichneten über.

### Sonderbeachtungen
Der Verleihungen der Ehrenzeichen in Silber am Bande sowie der Sonderstufen in Gold erfolgen in Brandenburg in einer limitierten Auflage, d. h. Grundlage für die Berechnung des Verteilerschlüssel sind die entsprechenden Meldungen der Landkreise und kreisfreien Städte zur Jahresstatistik der Feuerwehren des Vorjahres. So wird die zahlenmäßige Verteilung der Ehrenzeichen wie folgt vorgenommen:
- a) pro angefangene 1000 Mitglieder der Einsatz-, Alters- und Ehrenabteilung je Landkreis und kreisfreie Stadt kann jährlich ein Feuerwehr-Ehrenzeichen der Stufe Silber (am Band) oder der Sonderstufe in Gold verliehen werden,
- b) unter 1000 Mitglieder der Einsatz-, Alters- und Ehrenabteilung je Landkreis und kreisfreie Stadt können jährlich zwei Feuerwehr-Ehrenzeichen der Stufe Silber (am Band) oder der Sonderstufe in Gold verliehen werden und
- c) für Angehörige von Betriebs- und Werkfeuerwehren stehen insgesamt jährlich maximal zwei Feuerwehr-Ehrenzeichen der Stufe Silber (am Band) oder Sonderstufe in Gold zur Verfügung.[16]

Diese wohl einmalige Regelung hinsichtlich der „Verleihungsschärfe“ des Ehrenzeichens ist in der Bundesrepublik einmalig und unterstreicht den hohen Stellenwert dieses Feuerwehr-Ehrenzeichens.

## Entzug des Ehrenzeichens
Erweist sich der Inhaber eines Feuerwehr-Ehrenzeichens durch sein späteres Verhalten, insbesondere durch Begehung einer entehrenden Straftat, der Auszeichnung als unwürdig oder wird ein solches Verhalten erst nachträglich bekannt, so kann ihm der Minister des Innern das Ehrenzeichen wieder entziehen. Jedoch müssen zunächst erst begründete Tatsachen vorliegen die eine Entziehung rechtfertigen. Liegen diese vor, so hat die vorschlageberechtigte Stelle den Minister des Innern zu informieren. Nach Anhörung des Betroffenen entscheidet dann der Minister. Über die Entscheidung ist der Betroffene schriftlich zu informieren.

## Aussehen, Beschaffenheit und Trageweise
Das Feuerwehr-Ehrenzeichen besteht aus einem weißen gleichschenkligen Emaillekreuz mit den Maßen: 33 (Breite) × 37 (Höhe) mm. Entsprechend der verliehenen Stufe entweder mit silberner oder goldener Einfassung. Zwischen den Kreuzteilen befinden sich zwei Fackeln, die entsprechender der verliehenen Stufe auch entweder in Silber- oder Goldausführung gehalten sind. Gleiche Ausführung trifft auf der im oberen Schenkel ruhenden stilisierten Flammen zu. In der Mitte des Kreuzes ruht das Landeswappen von Brandenburg, der Märkische Adler. Die Rückseite des Kreuzes ist glatt und trägt die Aufschrift: Für hervorragenden Dienst im Brandschutz. Die Bandorden werden entsprechend der verliehenen Stufe entweder mit silber- oder goldgefassten Saum an einem rot-weiß-roten Bande an der linken Brustseite getragen, jedoch in Originalgröße nur bei besonderen Anlässen. Das Ehrenzeichen als Steckkreuz wird an der linken Brustfaltentasche getragen. Die ebenfalls verliehenen Ordensschnallen werden über der linken Brusttasche innen beginnend in folgender Reihenfolge getragen:
1. Feuerwehr-Ehrenzeichen in Gold (am Bande),
2. Feuerwehr-Ehrenzeichen in Silber (am Bande),
3. Ehrenzeichen für hervorragende Leistungen im Brandschutz,
4. Medaille für Verdienste im Brandschutz und
5. Medaille für Treue Dienste in der Freiwilligen Feuerwehr (nur in der jeweils höchsten verliehenen Stufe)
6. nicht staatliche private Auszeichnungen (z. B. Deutscher Feuerwehrverband, Landesfeuerwehrverband Brandenburg e. V., Kreisfeuerwehrverband usw.) entsprechend ihrer verliehenen Reihenfolge.

Je Ordensschnallenzeile werden nur vier Auszeichnungen hintereinander getragen. Bei einer fünften und mehr, ist eine zweite Zeile anzulegen. In der obersten Reihe ist stets die höchste Auszeichnung anzubringen.

### Trageweise früherer Auszeichnungen
Weiterhin dürfen getragen werden:
1. Ehrenzeichen für hervorragende Leistungen im Brandschutz (DDR-Ehrenzeichen),
2. Medaille für Verdienste im Brandschutz (DDR-Ehrenzeichen),
3. Medaille zur Verhütung und Bekämpfung von Katastrophen (DDR-Ehrenzeichen) und die
4. Rettungsmedaille (DDR-Ehrenzeichen).[23]